# Arsianibergen
Arsianibergen (georgiska: არსიანის ქედი, Arsianis kedi), eller Yalnızçambergen (turkiska: Yalnızçam Dağları), är en bergskedja i sydvästra Georgien och nordöstra Turkiet.